# Estació de Manacor
L'estació de Manacor és una estació de tren de Serveis Ferroviaris de Mallorca. Està situada dins la ciutat de Manacor. Fou oberta l'any 1879, però passà 26 anys en què no donà servei (entre 1977 i 2003), període que suposà una forta decadència de les infraestructures de l'estació. Després de les obres de la línia Palma-Manacor i la remodelació integral de l'edifici de viatgers, el maig de 2003 l'estació fou reoberta.
La infraestructura té dues andanes laterals, de les quals només se n'usa regularment una; tres vies, dues de les quals d'apartador; un edifici de viatgers. Durant uns anys va tenir una petita estació d'autobusos que permetien la intermodalitat amb aquest mode de transport. Actualment, es pot agafat l'autobús a l'aturada de l'Avinguda del Tren.
El 24 de febrer de 2012 es van concloure les obres electrificació entre Palma i l'estació d'Enllaç, donant pas a unitats elèctriques de la sèrie 81 de SFM per cobrir aquest trajecte, realitzant-se a Enllaç els transbords a unitats dièsel fins a l'estació de sa Pobla i l'Estació de Manacor, fins que es va completar la total electrificació de la xarxa el 8 de gener de 2019.
Aquesta estació hauria allotjat, previsiblement, la capçalera de la línia Manacor-Artà, en modalitat de tren tramvia.
| Procedència/Destinació             | <     | Línia         | >        | Procedència/Destinació |
| ---------------------------------- | ----- | ------------- | -------- | ---------------------- |
| Serveis Ferroviaris de Mallorca    |       |               |          |                        |
| Estació Intermodal-Plaça d'Espanya | Petra | Palma-Manacor | terminal | terminal               |